# Сентівська волость
Сентівська волость — історична адміністративно-територіальна одиниця Олександрійського повіту Херсонської губернії.
Станом на 1886 рік складалася з 1 поселення, 1 сільської громади. Населення — 3189 осіб (1550 осіб чоловічої статі та 1639 — жіночої), 562 дворових господарства.
|                     | Площа, десятин | У тому числі орної, десятин |
| ------------------- | -------------- | --------------------------- |
| Сільських громад    | 5467           | 2310                        |
| Приватної власності | —              | —                           |
| Казенної власності  | 717            | 47                          |
| Іншої власності     | 50             | 41                          |
| Загалом             | 6134           | 2398                        |

Поселення волості:
- Сентове — село при річці Вершино-Інгулі за 90 верст від повітового міста, 3189 осіб, 562 двори, православна церква, школа, 8 лавок, рейнський погріб, винний склад, базари по неділях.

1917 року Данило Тимофійович Вехтев, голова Сентівського волосного виконавчого комітету був обраний депутатом Всеросійських установчих зборів.